# Campionati europei di corsa campestre 2006
Il XIII Campionato europeo di corsa campestre si è disputato a San Giorgio su Legnano, comune della città metropolitana di Milano, in Lombardia, il 10 dicembre 2006. Il titolo maschile è stato vinto da Mohamed Farah mentre quello femminile da Tetjana Golovčenko. In questa edizione del campionato sono state introdotte le gare per gli atleti under 23.

## Risultati
I risultati del campionato sono stati:

### Individuale (uomini senior)
| Pos.          | Atleta                 | Tempo (m's") |
| ------------- | ---------------------- | ------------ |
|               | Mohamed Farah          | 27'56"       |
|               | Juan Carlos de la Ossa | 28'06"       |
|               | Mustafa Mohamed        | 28'08"       |
| 4.            | Khalid Zoubaa          | 28'16"       |
| 5.            | Rui Pedro Silva        | 28'17"       |
| 6.            | Driss El Himer         | 28'17"       |
| 7.            | Mustapha Essaid        | 28'17"       |
| 8.            | Luís Feiteira          | 28'21"       |
| 9.            | Christian Belz         | 28'22"       |
| 10.           | Carles Castillejo      | 28'23"       |
| Squalificato: | Fernando Silva         | 28'03"       |

### Squadre (uomini senior)
| Pos. | Atleta | Punti |
| ---- | --- | ----- |
|      | Francia Khalid Zoubaa Driss El Himer Mustapha Essaid Driss Maazouzi                                                      | 33    |
|      | Spagna Juan Carlos de la Ossa Carles Castillejo Eliseo Martín José Manuel Martínez                                       | 44    |
|      | Portogallo (dopo squalifica di Fernando Silva) Fernando Silva (squalificato) Rui Pedro Silva Luís Feiteira Ricardo Ribas | 49    |
| 4.   | Gran Bretagna Mohamed Farah Chris Thompson Gavin Thompson Michael Skinner                                                | 82    |
| 5.   | Italia Gabriele de Nard Giovanni Gualdi Umberto Pusterla Ruggero Pertile                                                 | 93    |

### Individuale (donne senior)
| Pos. | Atleta              | Tempo (m's") |
| ---- | ------------------- | ------------ |
|      | Tetyana Holovchenko | 25'17"       |
|      | Maria Konovalova    | 25'18"       |
|      | Olivera Jevtić      | 25'21"       |
| 4.   | Anikó Kálovics      | 25'26"       |
| 5.   | Julie Coulaud       | 25'28"       |
| 6.   | Hayley Yelling      | 25'28"       |
| 7.   | Nathalie De Vos     | 25'34"       |
| 8.   | Joanne Pavey        | 25'38"       |
| 9.   | Jéssica Augusto     | 25'38"       |
| 10.  | Anália Rosa         | 25'45"       |

### Squadre (donne senior)
| Pos. | Atleta                                                                       | Punti |
| ---- | ---------------------------------------------------------------------------- | ----- |
|      | Portogallo Jéssica Augusto Anália Rosa Leonor Carneiro Mónica Rosa           | 47    |
|      | Gran Bretagna Hayley Yelling Joanne Pavey Liz Yelling Kate Reed              | 47    |
|      | Francia Julie Coulaud Samira Chellah Fatiha Klilech-Fauvel Christelle Daunay | 69    |
| 4.   | Russia Maria Konovalova Alevtina Ivanova Inga Abitova Marina Ivanova         | 88    |
| 5.   | Spagna Rosa María Morató Maria Azucena Diaz Judith Plá Irene Pelayo          | 94    |

### Individuale (uomini under 23)
| Pos. | Atleta                 | Tempo (m's") |
| ---- | ---------------------- | ------------ |
|      | Barnabás Bene          | 23'14"       |
|      | Dusko Markesevic       | 23'16"       |
|      | Daniele Meucci         | 23'16"       |
| 4.   | Yevgeniy Rybakov       | 23'17"       |
| 5.   | Anatoliy Rybakov       | 23'22"       |
| 6.   | Stsiapan Rahautsou     | 23'24"       |
| 7.   | Mario Van Waeyenberghe | 23'25"       |
| 8.   | Aleksey Aleksandrov    | 23'26"       |
| 9.   | Khalid Choukoud        | 23'29"       |
| 10.  | Stefano La Rosa        | 23'29"       |

### Squadre (uomini under 23)
| Pos. | Atleta                                                                         | Punti |
| ---- | ------------------------------------------------------------------------------ | ----- |
|      | Russia Yevgeniy Rybakov Anatoliy Rybakov Aleksey Aleksandrov Dmitriy Nizelskiy | 28    |
|      | Italia Daniele Meucci Stefano La Rosa Martin Dematteis Luca Tocco              | 78    |
|      | Polonia Kamil Murzyn Lukasz Parszczynski Artur Kozlowski Hubert Prokop         | 94    |
| 4.   | Irlanda Joseph Sweeney Mark Christie Andrew Ledwith Mick Clohisey              | 102   |
| 5.   | Gran Bretagna Andy Vernon Tom Humphries Andrew Baker Tom Russell               | 105   |

### Individuale (donne under 23)
| Pos. | Atleta              | Tempo (m's") |
| ---- | ------------------- | ------------ |
|      | Binnaz Uslu         | 18'47"       |
|      | Fionnuala Britton   | 18'56"       |
|      | Türkan Erismis      | 19'09"       |
| 4.   | Aine Hoban          | 19'10"       |
| 5.   | Adelina De Soccio   | 19'16"       |
| 6.   | Viktoriya Trushenko | 19'19"       |
| 7.   | Adriënne Herzog     | 19'20"       |
| 8.   | Laura Kenney        | 19'23"       |
| 9.   | Katarzyna Kowalska  | 19'24"       |
| 10.  | Anke Van Campen     | 19'34"       |

### Squadre (donne under 23)
| Pos. | Atleta                                                                 | Punti |
| ---- | ---------------------------------------------------------------------- | ----- |
|      | Gran Bretagna Aine Hoban Laura Kenney Claire Holme Faye Fullerton      | 56    |
|      | Polonia Katarzyna Kowalska Sylwia Ejdys Marta Wojtkunska Justyna Mudy  | 65    |
|      | Italia Adelina De Soccio Sara Dossena Giorgia Robaudo Giulia Francario | 96    |
| 4.   | Paesi Bassi Adriënne Herzog Andrea Deelstra Susan Kuijken Yvonne Hak   | 97    |
| 5.   | Turchia Binnaz Uslu Türkan Erismis Dudu Karakaya Mulkiye Yilmaz        | 105   |

### Individuale (uomini junior)
| Pos. | Atleta            | Tempo (m's") |
| ---- | ----------------- | ------------ |
|      | Andrea Lalli      | 16'53"       |
|      | Siarhei Chebiarak | 17'03"       |
|      | Ciprian Suhanea   | 17'06"       |
| 4.   | Alekseý Popov     | 17'12"       |
| 5.   | Simone Gariboldi  | 17'14"       |

### Squadre (uomini junior)
| Pos. | Atleta                                                                 | Punti |
| ---- | ---------------------------------------------------------------------- | ----- |
|      | Italia Andrea Lalli Simone Gariboldi Antonio Garavello Merihun Crespi  | 68    |
|      | Spagna Mohamed Elbendir Javier Garcia Juan Antonio Pousa Álvaro Lozano | 74    |
|      | Francia Noureddine Smail Mourad Amdouni David Vuste Anthony Gauthier   | 74    |
| 4.   | Turchia Osman Bas Adem Belir Mugdat Öztürk Ercan Muslu                 | 83    |
| 5.   | Gran Bretagna Kevin Deighton Jonathon Pepper Lewis Timmins Rory Fraser | 97    |

### Individuale (donne junior)
| Pos. | Atleta                    | Tempo (m's") |
| ---- | ------------------------- | ------------ |
|      | Stephanie Twell           | 12'33"       |
|      | Karoline Bjerkeli Grovdal | 12'36"       |
|      | Ancuţa Bobocel            | 12'51"       |
| 4.   | Emily Pidgeon             | 12'59"       |
| 5.   | Viktoriya Ivanova         | 13'08"       |

### Squadre (donne junior)
| Pos. | Atleta                                                                         | Punti |
| ---- | ------------------------------------------------------------------------------ | ----- |
|      | Gran Bretagna Stephanie Twell Emily Pidgeon Sian Edwards Abby Westley          | 21    |
|      | Russia Viktoriya Ivanova Tatyana Shutova Yekaterina Gorbunova Alfiya Khasanova | 76    |
|      | Romania Ancuţa Bobocel Andreea David Cristiana Frumuz Daniela Donisa           | 83    |
| 4.   | Spagna Marta Romo Maria Sánchez Cristina Jordan Ainhoa Sanz                    | 98    |
| 5.   | Germania Julia Hiller Carolin Ähling Mira Glocker Cornelia Schwennen           | 102   |

## Medagliere
Legenda
     Paese ospitante
| Posizione | Paese         | Oro | Argento | Bronzo | Totale |
| --------- | ------------- | --- | ------- | ------ | ------ |
| 1         | Gran Bretagna | 4   | 1       | 0      | 5      |
| 2         | Italia        | 2   | 1       | 2      | 5      |
| 3         | Russia        | 1   | 2       | 0      | 3      |
| 4         | Francia       | 1   | 0       | 2      | 3      |
| 5         | Portogallo    | 1   | 0       | 1      | 2      |
| 5         | Turchia       | 1   | 0       | 1      | 2      |
| 7         | Ucraina       | 1   | 0       | 0      | 1      |
| 7         | Ungheria      | 1   | 0       | 0      | 1      |
| 9         | Spagna        | 0   | 3       | 0      | 3      |
| 10        | Polonia       | 0   | 1       | 1      | 2      |
| 10        | Serbia        | 0   | 1       | 1      | 2      |
| 12        | Bielorussia   | 0   | 1       | 0      | 1      |
| 12        | Irlanda       | 0   | 1       | 0      | 1      |
| 12        | Norvegia      | 0   | 1       | 0      | 1      |
| 15        | Romania       | 0   | 0       | 3      | 3      |
| 16        | Svezia        | 0   | 0       | 1      | 1      |
| Totale    | Totale        | 12  | 12      | 12     | 36     |